# Yoeri Havik
Yoeri Havik   (Zaandam, 19 de febrer de 1991) és un ciclista neerlandès, professional des del 2011, i actualment corrent a l'equip BEAT Cycling Club.
També combina amb el ciclisme en pista, on ha obtingut certs èxits.
És el net del també ciclista Cees Stam i nebot de Danny Stam.

## Palmarès en carretera
- 2012
  - Vencedor d'una etapa del Tour de Normandia
- 2013
  - 1r al ZLM Tour
  - 1r al Himmerland Rundt
- 2014
  - 1r a la Fletxa del port d'Anvers
- 2023
  - Vencedor d'una etapa al Tour de la Mirabelle

## Palmarès en pista
- 2011
  - 1r als Sis dies de Tilburg (amb Nick Stöpler)
- 2013
  -  Campió dels Països Baixos de Scratch
  -  Campió dels Països Baixos de Derny
- 2014
  - 1r als Sis dies d'Amsterdam (amb Niki Terpstra)
  -  Campió dels Països Baixos de Derny
  -  Campió dels Països Baixos en Madison (amb Dylan van Baarle)
- 2015
  -  Campió dels Països Baixos en Madison (amb Dylan van Baarle)
- 2017
  - 1r als Sis dies de Berlín (amb Wim Stroetinga)